# Île de la Table-Ronde
Ne doit pas être confondu avec Île de la Table.
L'île de la Table-Ronde, partagée du nord au sud entre les communes de Feyzin, Solaize, Sérézin-du-Rhône et Ternay, est un site protégé avec une faune et une flore typique des milieux du Rhône. 

## Site protégé
L'île de la Table Ronde est une île créée artificiellement au moment du creusement du canal de dérérivation du Rhône dans les années 1960. Elle était jusqu'alors constituée de terres agricoles. Avec le creusement du canal, une île est apparue, et les déblais sont venus modifier totalement l'écosystème.
L'île peut être sommairement divisée en trois parties. Une première partie au sud, zone sur laquelle la nature a repris ses droits. Cette partie fait l'objet d'un arrêté de biotope. Une seconde partie, de part et d'autre de la RD 36. Au sud de la RD 36, une ancienne décharge sur remblais a profondément et durablement pollué les sols, jusqu'au milieu des années 70. Au nord de la RD 36, un ball-trap a participé à une forte pollution au plomb des sols. Enfin, une seconde partie, à la limite de l'île de la Petite Chèvre, a été recolonisée par une végétation pauvre, proche de celle des forêts alluviales. Néanmoins, l'absence de crues régulières (occurrence 30 ans) empêche le développement de milieux humides.
Le programme de réhabilitation débuté dans les années 1990 a permis de redonner une nouvelle jeunesse aux lônes, nom donné aux bras morts du Rhône qui accueillent de nombreuses variétés de poissons. On y trouve des espèces protégées, comme le castor, qui ne niche cependant pas sur l'île et dont on observe des traces de passage régulièrement dans Lyon intra-muros, le martin pêcheur ou le milan noir. Néanmoins, la fréquentation humaine de l'île, espace apprécié des propriétaires de chiens, gêne le développement et l'installation de cette faune.
Par ailleurs, l'île abrite plusieurs espèces d'orchidées sauvages dont la présence est permise par les fauchages réguliers et l'entretien des prairies.